# Удайпурська сонячна обсерваторія
Удайпурська сонячна обсерваторія (англ. Udaipur Solar Observatory, USO) знаходиться в Удайпурі в штаті Раджастан в Індії, на острові в озері Фатех-Сагар. Астроклімат в Удайпурі досить сприятливий для спостережень Сонця. Оскільки обсерваторія розташована серед великої маси води, турбулентність повітря, яка виникає через нагрівання землі сонячними променями, зменшується. Це покращує астрономічне бачення до 1-2 кутових секунд.

## Історія

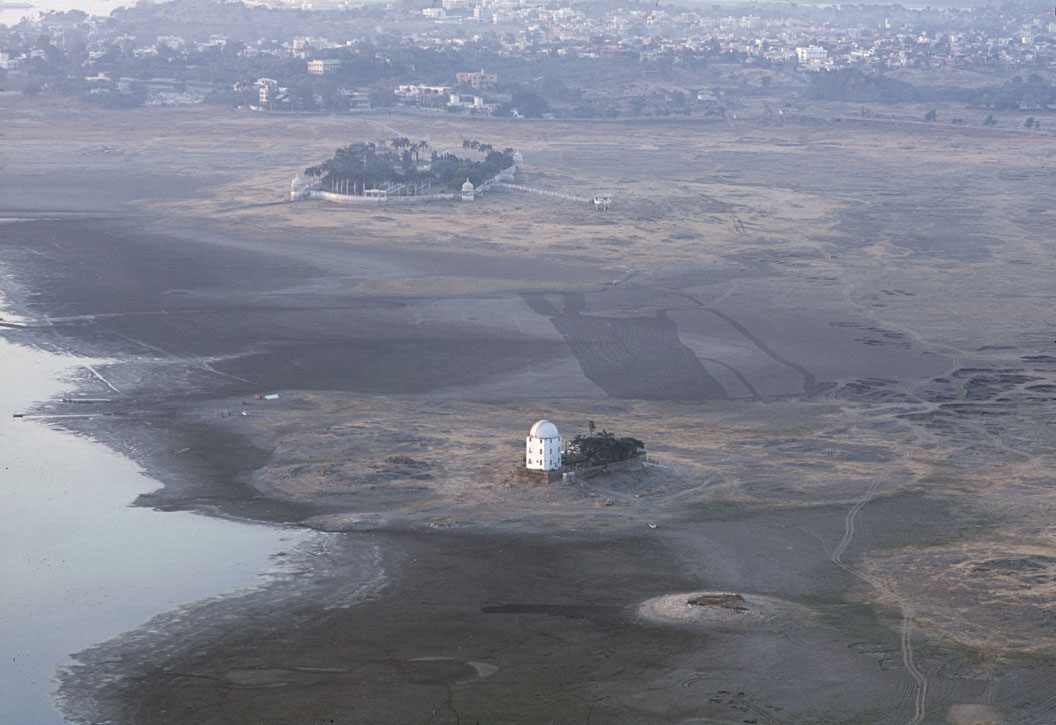
Обсерваторія в сухий сезон у грудні 2002

Обсерваторію побудував в 1976 році Арвінд Бхатнагар за моделлю Сонячної обсерваторії на озері Біг-Беар у Південній Каліфорнії. Пізніше в 1983 році до нього приєднався доктор Ашок Амбаста, а згодом багато інших дослідників.

## Телескопи
Використовуючи різноманітні телескопи, Удайпурська сонячна обсерваторія виконує спостереження сонячної хромосфери, магнітних полів, швидкісні та спектральні спостереження з високою роздільною здатністю. Це дозволяє досліджувати сонячні спалахи, викиди маси та еволюцію областей сонячної активності. Обсерваторія заповнює великий довготний проміжок між Австралією та Іспанією та забезпечує безперервне спостереження Сонця в міжнародних наукових програмах, включно з Global Oscillations Network Group. З 1981 року обсерваторією керує Лабораторія фізичних досліджень Департаменту космосу Індії з Ахмедабаду.
4 серпня 2015 року в обсерваторії запустили Багатофункціональний сонячний телескоп (Multi Application Solar Telescope, MAST) — телескоп з апертурою 50 см для вивчення магнітного поля Сонця.